# Kerkhof van Sailly-sur-la-Lys
Het Kerkhof van Sailly-sur-la-Lys is een begraafplaats gelegen in de Franse gemeente Sailly-sur-la-Lys (Pas-de-Calais). De begraafplaats ligt rond de Sint-Vaastkerk in het centrum van de gemeente.
Links voor de kerk staat een herdenkingsmonument voor de soldaten uit deze gemeente die gesneuveld zijn in de Eerste Wereldoorlog. Achteraan op het kerkhof ligt een ereperk met enkele graven van gesneuvelde soldaten uit de beide wereldoorlogen. Zij liggen in private graven.

## Britse oorlogsgraven
Aan de zuidoostelijk rand van het kerkhof ligt een perk met 47 Britse graven uit de Eerste Wereldoorlog en 1 uit de Tweede Wereldoorlog. Het Cross of Sacrifice staat aan de noordoostelijke rand van dit perk dat werd ontworpen door Arthur Hutton. De graven worden onderhouden door de Commonwealth War Graves Commission waar ze geregistreerd staan onder Sailly-sur-la-Lys Churchyard.
In oktober 1914 stonden de Franse cavalerie en de Britse infanterie tegenover de Duitse infanterie aan de Leie. Bij deze gevechten werd de kerk van Sailly-sur-la-Lys verwoest maar vanaf de winter van 1914-1915 tot het voorjaar van 1918 was het er betrekkelijk rustig. Vanaf 9 april 1918 kwam het gebied tijdens het Duitse lenteoffensief in hun handen en bleef dit tot begin september 1918. Het kerkhof werd gebruikt door de Britten van november 1914 tot april 1915, en opnieuw in april 1918. Daarna werd het door de Duitsers gebruikt. Drie Britse slachtoffers die door hen begraven waren maar die na de verwijdering van de Duitse graven niet meer teruggevonden werden worden herdacht in de nabijgelegen Anzac Cemetery. 
- soldaat Goldthorpe Craggs diende onder het alias H. Jones bij het Border Regiment.